# Riserva di Singou
La riserva di Singou è una riserva integrale del Burkina Faso. Istituita nel 1955, è situata nella provincia di Gourma e ricopre un'area di 1926 km².